# Chambroncourt
Chambroncourt é uma comuna francesa na região administrativa de Grande Leste, no departamento de Haute-Marne. Estende-se por uma área de 10,18 km². Em 2010 a comuna tinha 50 habitantes (densidade: 4,9 hab./km²).